# Kunst im öffentlichen Raum in Langenhagen
Diese Liste zeigt Kunst im öffentlichen Raum in Langenhagen in Niedersachsen. Die Stadt Langenhagen ist überregional bekannt für intensive Phasen der Realisierung von Kunst im öffentlichen Raum.

## Geschichte
Christoph Rust, von 1986 bis 1990 Referent für bildende Kunst der Stadt Langenhagen, entwickelte 1986 ein integratives Konzept für die städtische Kulturarbeit auf dem Gebiet der bildenden Kunst. Schwerpunkte waren die Gründung einer städtischen Kunstschule und die Förderung der Kunst im öffentlichen Raum. Zu diesem Zeitpunkt gab es kein zeitgenössisches Außenkunstwerk in Langenhagen und keinen Etat im Stadthaushalt. Angestrebt war die Schaffung einer positiven Atmosphäre mit möglichst vielen Kontakten zwischen Künstlern und den Bürgern Langenhagens. Wichtigstes Vehikel dafür war die Einrichtung eines jährlich stattfindenden Bildhauersymposiums und die Aufstellung der entstandenen Skulpturen im Stadtgebiet. Workshops mit Schülern der Langenhagener Schulen und Ausstellungen des Kunstvereins sollten das Verständnis von zeitgenössischer künstlerischer Arbeit vertiefen.
Als Startschuss fand im August 1986 das erste Langenhagener Bildhauersymposium unter improvisierten Bedingungen statt. Beteiligt waren der Lehrbeauftragte Tewes Schadwinkel und drei Studenten der damaligen Fachhochschule für Kunst und Design in Hannover, Jürgen Scholz, Ulla Nentwig und Matthias Kadolph, die auf dem Marktplatz an Steinskulpturen unter großer Resonanz der Bevölkerung arbeiteten.
Nach diesem Erfolg gelang es, 1987 einen eigenen städtischen Etat für das jährlich stattfindende Bildhauersymposium und die wachsende Kunstschule zu etablieren. Ebenso wurde die Auswahl der Künstler durch eine fachkundige Jury professionalisiert. In den nachfolgenden drei Bildhauersymposien entstanden 18 Skulpturen und Installationen, die im Zentrum der Stadt, aber auch im damaligen Stadtpark aufgestellt wurden. Auch Ankäufe von Skulpturen wie dem „Haus von Sonne und Mond“ des Langenhagener Stahlbildhauers Wolf Gloßner waren jetzt möglich. Erwähnenswert sind neben der Beteiligung internationaler Künstler wie dem Südkoreaner Bong-Kil-Kim und dem US-Amerikaner Michael Rodemer auch zahlreiche temporäre Aktionen, z. B. der „Coccon Verres“ von Jürgen Holzkamp, der sich in einem gläsernen Käfig im Stadtzentrum einschließen ließ und sich nach drei Wochen mit einer in dieser Zeit gebauten Skulptur selbst befreite.
Die Standorte der Skulpturen wurden bereits in Hinblick auf einen zu gründenden Skulpturenpark ausgewählt und bildeten eine U-förmige Linie, die vom Zentrum der Stadt bis zur Walsroder Straße in Höhe der Elisabethkirche reichte. 1990 beschloss der Rat der Stadt Langenhagen einstimmig die Gründung des Skulpturenparks Langenhagen, der in einem Festakt zum Abschluss des vierten Bildhauersymposium eingeweiht wurde. Damit war die Grundlage für die weitere Entwicklung der Kunst im öffentlichen Raum in Langenhagen gelegt.
Die bundesweit beachtete Ausstellungsreihe „vor ort – Kunst in städtischen Situationen“ schloss in den 1990er Jahren an. Im Rahmen dieser Ausstellungsreihe, die 1992 von Achim Könnecke und von 1993 bis 1998 von Kai Bauer kuratiert wurde, wurden jährlich international bekannte Künstlerinnen und Künstler wie Yoko Ono, Karin Sander, Thomas Hirschhorn, Roman Signer und andere zu temporären Interventionen in den öffentlichen Raum eingeladen. Begleitende Kataloge dokumentierten die Kunstaktionen. Mit dem offen ausgeschriebenen Wettbewerb „99 Standorte“ im Kontext der EXPO 2000 in Hannover gelang die letzte großangelegte Ausstellung von Kunst im öffentlichen Raum. Zahlreiche Kunstwerke sind im Stadtbild von Langenhagen von zum Teil international oder national anerkannten Künstlern zu finden.
In das Rampenlicht trat Langenhagen durch die international beachtete temporäre Aktion von Yoko Ono, die exklusiv für Langenhagen in ihrer Performance A Celebration of Being Human an zahlreichen Orten, in Langenhagen wie beispielsweise Straßenbahnstationen, Bushaltestellen, Billboards in einem Schwarzweiß Motiv ein nacktes Gesäß präsentierte.
Die Dokumentation und öffentliche Darstellung der Kunst im öffentlichen Raum ist ein Ziel des Netzwerk Baukultur Niedersachsen. Die digitale Dokumentation zur Stadt Langenhagen befindet sich derzeit noch am Anfang ihrer Entwicklung und wird laufend fortgesetzt.

## Kunst im öffentlichen Raum
| Bild | Kunstwerk / Jahr                                                                              | Künstler                      | Anmerkungen |
| ---- | --------------------------------------------------------------------------------------------- | ----------------------------- | --- |
|      | Julio 1990 Sandstein lackiert, 125 × 60 × 75                                                  | Franz Burkhardt               | Vor der Volkshochschule – und vor dem Abriss auch vor dem Langenhagener Hallenbad – sitzt Julio. Der fröhliche Musikant mit gelbem Hut und knallrotem Akkordeon von Franz Burkhardt (* 1966 in Wolfenbüttel) besetzt diesen Platz auf dem Mäuerchen so selbstverständlich, dass man ihn kaum als Kunst wahrnimmt. Die Skulptur entstand als Auftragsarbeit für den Eingangsbereich des downstairs. Ab der Skulptur Julio zieht sich ein Skulpturenpfad entlang der Konrad-Adenauer-Straße in östlicher Richtung bis zur Elia-Kirche. |
|      | Zwei Köpfe 1986 Sandstein, 90 × 95 × 50                                                       | Ulla Nentwig                  | Vor der Volkshochschule an der Konrad-Adenauer-Straße befindet sich auf einem flachen Betonsockel als weiteres Kunstwerk ein in Stein gemeißeltes Gesicht von Ulla Nentwig (* 1955 in Hannover). Schaut man etwas genauer hin, schälen sich Nase an Nase dicht aneinander gedrängt zwei menschliche Köpfe aus einem Block Obernkirchner Sandstein heraus, die in entgegengesetzte Richtungen blicken (I. Langenhagener Bildhauersymposium). Möglicherweise blickt der eine dem verschwundenen Hallenbad hinterher? |
|      | Salix × chrysocoma (Trauerweide) 1987 Bronze, 60 × 3209 × 70                                  | Michael Rodemer               | Auf dem Innenhof des Schulzentrums liegt unter einem Baum ein wie abgebrochen erscheinender Ast … eine Bronzeskulptur von Michael Rodemer (* 1953 in Springfield/Ill (USA)). Der Ast stammt im Original von einer Trauerweide des Schulgrundstücks; das bronzene Duplikat verewigt die Schönheit der Natur und sensibilisiert die Vorbeigehenden zum genauen Hinsehen: Hier liegt nicht nur einfach ein alter Ast rum (II. Langenhagener Bildhauersymposium). In Vorbereitung des Anbaues an das Schulzentrum ist das Kunstwerk seit Oktober 2010 (vorläufig) entfernt und sichergestellt. |
|      | Obelisk 2000 Draht, Glasflaschen, 700 × 80 × 80                                               | Michael Deiml                 | Der sieben Meter hohe Obelisk von Michael Deiml (* 1949) stand seit der im Kontext der EXPO 2000 durchgeführten Ausstellung 99 Standorte bis 2011 unmittelbar vor dem Schulzentrum von Langenhagen. Rund 800 Flaschen füllen eine leichte Drahtskulptur; dabei sind die oberen weißen Flaschen leer und leuchten strahlend im Sonnenlicht, während die meist farbigen Flaschen im unteren Bereich mit Langenhagener Allerlei gefüllt sind; in einer Kunstaktion haben Schüler ihre Wünsche für die Zukunft in Texten oder auch materiell wie in eine Flaschenpost eingefüllt. Erstmals stand der Obelisk 1990 neben dem Rathaus in Vaihingen an der Enz, später auch noch in Kevelaer und in Schwetzingen. Aufgrund einer baulichen Erweiterung des Schulzentrums Langenhagen wurde das Kunstwerk in einer bürgerschaftlichen Aktion abgebaut und Anfang Juli 2012 an der Konrad-Adenauer-Straße am Eingang zum Stadtpark wieder errichtet.                                                                |
|      | Ohne Titel 1989 Lindenholz, 620 × 159 × 100                                                   | Rolf Sextro                   | Gegenüber dem Schulzentrum steht direkt auf dem Bürgersteig an der Einmündung der Schönefelder Straße in die Konrad-Adenauer-Straße eine unbetitelte Holzskulptur von Rolf Sextro (* 1956 in Bramsche). Auch wenn die Figur wegen des langen Halses von der Langenhagenern als Giraffe bezeichnet wird, bleibt sie doch ein fremdartiges Wesen und wirkt in ihrer Fragilität angesichts der kompakten Bebauung recht verletzlich (IV. Langenhagener Bildhauersymposium). Die Installation von Sextro wurde im September 2013 aus technischen Gründen abgebaut und befindet sich in der Überarbeitung. |
|      | Plinth III 1988–1990                                                                          | James Reineking               | Diese Stahlskulptur des amerikanischen Künstlers James Reineking (1937–2018) Plinth III befindet sich östlich des Rathauses an der Konrad-Adenauer-Straße. Auf einer quadratischen Bodenplatte steht mittig über Eck eingesetzt eine kreissegmentförmige Platte uns vermittelt der Betrachter auf der konkaven Seite etwas Beschützendes (99 Standpunkte). |
|      | Windobjekte 1990 zweiteilige Holz-Stahl-Konstruktion mit Polyester beschichtet, 660 × 80 × 60 | Jürgen Friede                 | Die hoch aufragende Skulptur von Jürgen Friede (* 1954 in Veerßen Kr. Uelzen) steht auf einem kleinen Hügel an der Konrad-Adenauer-Straße und beherrscht die Szenerie. Wie zwei korrespondierende Lüftungsschächte ragt die Skulptur in den Himmel und behauptet sich gegen die hochgeschossigen Wohnbauten als Gegenüber (V. Langenhagener Bildhauersymposium). |
|      | Labyrinth 1989 Sandstein                                                                      | Mathias Kadolph               | Diese Skulptur steht (liegt) in der Konrad-Adenauer-Straße in Höhe des Eingangsbereichs der Gutzmann-Schule in einer Rasenfläche. |
|      | Aufbruch, Ausbruch, Durchbruch 1996                                                           | Christel Lechner              | Die multikulturelle Frauengruppe von Christel Lechner (* 1947) steht in der Stadtmitte an der Walsroder Straße an einer fiktiven Haltestelle vor den Utopia als unübersehbares Ergebnis der 99 Standpunkte. |
|      | Verortung 2007                                                                                | Ulla Nentwig                  | Rund 20 Jahre befand sich auf dem Marktplatz die aus großen Steinen komponierte Skulptur Gebundenes Steinfeld von Ulla Nentwig (* 1955 in Hannover); die Steine symbolisierten die ländlichen Ortschaften der Stadt Langenhagen. Das Kunstwerk wurde 2009 auf das Forum transloziert und von der Künstlerin mit der Bezeichnung Verortung neu formiert. |
|      | Fußgängerskulptur 1997–2000                                                                   | Till Hausmann                 | Die Fußgängerskulptur von Till Hausmann (* 1953) steht auf dem Forum. Dieser knallrote Fuß ist das Markenzeichen der anlässlich der EXPO 2000 durchgeführten temporären Ausstellung 99 Standpunkte. Skulpturen in Langenhagen, die den gesamten Stadtpark für einige Monate zu einem Kunstmuseum auf Zeit umgestaltete. |
|      | Quader 1987                                                                                   | Reinhard Buxel                | Auf dem Marktplatz hat Reinhard Buxel (* 1953) Steine unterschiedlicher Größe aufeinander zugepasst und zu einem in sich geschlossenen Quader zusammengefügt. Eigenartigerweise liegt der massive, fast die Hälfte des Ganzen ausmachende Stein oben auf und lässt sich von den viel kleineren Steinen tragen. Durch sein Gewicht hält der Stein auf den Kleinen lastend das Ganze zusammen. Im Rahmen der Umgestaltung des Marktplatzes wurde der Quader im Jahr 2013 von seinem angestammten Platz auf der nördlich gelegenen Spielecke verrückt und steht nun unmittelbar vor der angrenzenden Klinkerfassade. |
|      | Brunnen Jahr                                                                                  | Frauke Wehberg                | Vor dem Innenhof zum Rathaus befindet sich der Brunnen mit einer weiblichen Figur der schleswig-holsteinischen Künstlerin Frauke Wehberg (* 1940). |
|      | Brunnen Ostpassage Jahr                                                                       | Christiane Möbus              | Dieser Brunnen von Christiane Möbus (* 1947 in Celle) befindet sich im Bereich des Ostpassage. Aus den 11 Düsen des „Hydranten“ spritzen die Wasserstrahlen in den Brunnen, was allerdings leider aus wohl technischen Gründen nur sehr selten geschieht. |
|      | Ohne Titel 1990 Eichenholz 280 × 270 × 182                                                    | Siegfried Pietrusky           | Im Stadtpark rechts neben der Musikmuschel befindet sich auf den Rasen stehend eine unbetitelte Holzfigur von Siegfried Pietrusky (* 1952 in Jade). Der Künstler baute aus dem kaum bearbeiteten Material eine Skulptur, die sich dann aufgestellt aus eigener Kraft halten muss. Sie steht dort auf der Wiese und strahlt eine stabile Ruhe aus (V. Langenhagener Bildhauersymposium). Im September 2012 wurde die Skulptur aufgrund von Schäden entfernt. |
|      | Stück über Gewalt 1986 Sandstein, 200 × 20 × 150                                              | Hans-Tewes Schadwinkel        | Nur wenige Meter weiter hinter der Niederrader Allee befindet sich fast im Gebüsch versteckt eine Steinskulptur von Hans-Tewes Schadwinkel (* 1937 in Neuklücken/Neumark – 2024); es geht um ein Stück über Gewalt. Das Relief zeigt drei Soldaten im Krieg; rücksichtslos steigt einer über einen Verwundeten, um eine Handgranate zu werfen und damit weiteres Unheil zu bewirken. (I. Langenhagener Bildhauersymposium). |
|      | Schwimmende Fische 1990 Gusseisen, 11-teilig                                                  | Bong-Kil Kim                  | Im Stadtpark schwimmen die Fische nicht nur im Wasser, auch auf dem Ufer kann man sie sehen und anfassen. Ein ganzer Schwarm gusseiserner Fische durchstößt die Grasnarbe und schnappt scheinbar nach Luft? Die fast natürlich wirkenden Fische des koreanischen Künstlers Bong-Kil Kim (* 1955 in Seoul) erzeugen beim Betrachter eine Art freundlicher Verwunderung (V. Langenhagener Bildhauersymposium). |
|      | Unterwelt 1988 Beton, Stahl, Erdaufschüttung, Treppentiefe 230 cm                             | Alke Reeh                     | Schon von weitem sieht man unvermittelt ein Geländer, beim Näherkommen stellt es sich als eine in die Tiefe führende Treppenanlage heraus. Unten findet man jedoch keine Tür vor. Zu dem vorschnell als Bunker bezeichneten Gebäude innerhalb einer 100 Quadratmeter großen, kniehoch aufgeschütteten Anlage gehören noch vier rechtwinklig angeordnete Betonquader, offensichtlich Belüftungsbauten zu einem imaginären Bauwerk unter der Grasnarbe. Hier hat die Künstlerin Alke Reeh (* 1960 in München) eine undurchsichtige Anlage geschaffen; unwillkürlich fragt man sich, wie es da unten aussehen könnte und vor allem, wie man dort hinein kommt (III. Langenhagener Bildhauersymposium). Gespenstisches Relikt oder Kunst? |
|      | Foundation 1988 Metall, Holz                                                                  | Markus Jung                   | Hochsitz am größeren See im nördlichen Stadtpark |
|      | Einpaßstück 1990 Metall, Beton, 34 × 29 × 400                                                 | Sybille Berke                 | Beim V. Langenhagener Bildhauersymposium hatte Sybille Berke (* 1949 in Ulm – 1998 in Düsseldorf) verschiedene kaum wahrnehmbare Kunstwerke im Stadtpark quasi versteckt. Das Einpaßstück an der kurzen Seite des Betonquaders hinter den Bänken muss man kennen, um es hinter dem Laub und der Erde zu finden; und das damit zusammenhängende Stück Fertigbeton kann man kaum als Kunst interpretieren. Das geschaffene Netz von Werken gilt als typische Installation dieser Zeit des Umbruchs. Leider sind die anderen Teile des Ensembles (derzeit) nicht mehr vorhanden. |
|      | Haus für Sonne und Mond 1990 Edelstahl, Stahl, Gouache, Firnis 285 × 30 × 63                  | Wolf Gloßner                  | Auf der Achse zum Kirchplatz steht im Stadtpark die Skulptur Haus für Sonne und Mond von Wolf Gloßner (1946-2016). In archaisch anmutender Strenge besetzt die Plastik eine zentrale Position der nördlichen Wiesenfläche und lässt dem Betrachter einen schmalen Blick durch den kaum wahrnehmbaren Schlitz. |
|      | Studies of Human Being 1987 Sandstein, siebenteilig                                           | Werner Ratering               | Im nördlichen Stadtpark auf der Wiese in den Heestern steht eine mehrteilige Steinskulptur von Werner Ratering (1954–2017) als Sinnbild für die frühe Phase der Menschwerdung. In verschiedenen Stadien wird der Vorgang des sich Aufrichtens skizziert; von der embryonalen Kernform über Liegen, Knien, Hocken bis zum gestreckten Stehen. Schreitet man in den Heestern diese Strecke entlang, wird man sich unmerklich selbst aufrichten (II. Langenhagener Bildhauersymposium). |
|      | Einkehr 1989 Schwarzer Marmor 220 × 37 × 49                                                   | Dietlind Petzold              | Östlich der Elisabeth-Arkaden in den Heestern steht die Marmorskulptur Einkehr von Dietlind Petzold (* 1941 in Dortmund): Eine rechteckige Säule, aus der sich oben eine sich öffnende Fruchtknospe aus der matt-grauen Oberfläche herausschält (IV. Langenhagener Bildhauersymposiums im Jahre 1989). |
|      | Riesenbuntstifte 2005 circa 180 cm                                                            | Fritz Pietz                   | Vor dem Gemeindesaal der Elisabethkirche befand sich bis 2023 eine recht auffällige farbige Skulptur aus aufgerichteten Buntstiften. Die Riesenbuntstiftskulptur entstand – wie an über einhundert anderen Orten – unter Anleitung des Künstlers Fritz Pietz zum Kirchentag in Hannover. Für eine Malaktion stellte der Künstler 2 m lange angespitzte und vorlackierte Rundhölzer zur Verfügung, die von Kindern mit schönen Mustern bemalt wurden. Dieses an australische Kunst erinnernde Werk zeigte die bündelnde und dabei jede Farbe aufnehmende Kraft des Gemeindehauses. Die aus Holz bestehende Skulptur wurde 2023 aufgrund ihres Zustands ersatzlos entfernt. |
|      | Das kinetische Objekt 69/258/30 1969                                                          | Hans Geipel                   | Verborgen hinter Grün befindet sich im Bereich des Klinikums südlich der Stadtparkallee die grazile Metallskulptur von Hans Geipel (1927–2007), die mit ihrer Form an ein überdimensionales Schlagzeug erinnert. Geipels Skulpturen gelten als „Maschinen der Meditation“. Im Rahmen des „Experiment Straßenkunst“ gelangte der Scheibenbaum nach Hannover und stand zuerst von 1971 bis 1977 viel beachtet auf der Rasenfläche neben dem Opernhaus, ehe er nahezu unerkannt auf dem Klinikareal der LH Hannover in Langenhagen abgestellt wurde. |
|      | Rotation IV 2012 Sockel 102, Arbeit 120 hoch                                                  | Jochen Weise                  | Im Altenzentrum Eichenpark in der Stadtparkallee 3 steht die bunte Skulptur „Rotation IV“ von Jochen Weise aus Hannover. Sie ist aus Keramik in den Abmessungen 60 × 60 × 200 cm. |
|      | Innenwelt 1994/2011 180 breit × 180 hoch                                                      | Uwe Spiekermann               | An der Ecke Lenthehof/Rohdehof vor dem Rohdehaus befindet sich die Steinskulptur Innenwelt des Langenhagener Bildhauers Uwe Spiekermann. Entstanden ist die Skulptur aus Rohrschacher Sandstein im Juni 1994 während eines Künstlersymposiums in der Schweiz, aufgestellt wurde sie vor der damals im Rohdehaus beheimateten städtischen Kunstschule im Oktober 1994. Die Skulptur besteht aus 13 einzelnen Teilen, die nach der Bearbeitung durch den Bildhauer mit Kunstharz wieder zusammengeklebt wurden und so Einblicke in das Innere gewähren. Das künstlerische Werk befindet sich im Inneren und zeigt zahlreiche Nasen aus unterschiedlichem Blickwinkel. Es soll dazu animieren, auch mal die Nase reinzustecken. Die Arbeit ist im Besitz des Künstlers. Im Jahr 2011 wurde die Skulptur um sechs Kuben aus Rohrschacher Sandstein erweitert, um auf diese Weise das Langenhagener Ehepaar Lina und Rudolf Kienert für ihre Haltung und aktive Unterstützung von Juden im III. Reich zu ehren. |
|      | Augenhand 1999                                                                                | Ren Rong                      | Während der Ausstellung 99 Standpunkte befand sich die Augenhand des chinesischen Künstlers Ren Rong (* 1960) in der Grünanlage an der Ehlersstraße. Später wurde diese ungewöhnliche rote Stahlskulptur für einige Jahre im Betriebshof aufgestellt. Ab 2012 steht die Augenhand auf dem neu gestalteten Kaltenweider Platz als dem neuen Zentrum des Weiherfelds. |
|      | Hamlet 1990                                                                                   | Franz Burkhardt               | Die Steinskulptur Hamlet auf einem erhöhten Sockel vor dem Theatersaal in der Rathenaustraße ist ebenso wie Julio von Franz Burkhardt; beide Skulpturen wurden von der Klangbüchse angeschafft. Hamlet weist uns schon von Ferne den Weg in den etwas tiefer liegenden Eingang zum Theatersaal. |
|      | Brunnenanlage an der Robert-Koch-Schule als Kunst am Bau (vorher/nachher)                     | Werner Ratering               | Die Brunnenanlage vor der Robert-Koch-Realschule in der Rathenaustraße ist das Ergebnis eines Kunst am Bau-Wettbewerbs im Kontext des damaligen Neubaus und war damit etwas Besonderes im Stadtbild. Der Brunnen und die Steilstelen dienten Generationen von Schulkindern zum Klettern und Spritzen. Hinter dem Brunnen kann man die Skulptur am Theatersaal erkennen. Im Oktober 2011 wurde die gesamte Anlage ohne jede Kommunikation mit den betroffenen Bürgern abgebaut und eingemottet. Damit wurde ein wichtiges Kunstwerk von seinem dazugehörigen Bauwerk getrennt. Die räumlich gefasste und dabei anheimelige Atmosphäre des Vorplatzes ist einer offenen Leere gewichen. |
|      | Frauen- und Mädchenrechte sind Menschenrechte 2000                                            | Dorothée Aschoff, Marcia Kure | An der Wand des Schulzentrums zur Konrad-Adenauer-Straße befindet sich eine großflächige Wandmalerei vom Dorothée Aschoff (* 1961 in Göttingen) und Marcia Kure (* 1970 in Kano/Nigeria). |
|      | Tri-Star                                                                                      | Wolf Gloßner                  | Stahlskulptur Tri-Star von Wolf Gloßner (1946-2016) an der Bothfelder Straße nahe des Sollingweg |
|      | Tor zur Welt                                                                                  | Wolf Gloßner                  | Stahlskulptur Tor zur Welt von Wolf Gloßner (1946-2016) an der Flughafen-Zufahrt |
|      | Brunnenanlage 1988 Brauner Marmor                                                             | Stefan Schwerdtfeger          | Brunnenanlage am Flughafen Hannover |
|      | Up and away 1988                                                                              | Stefan Schwerdtfeger          | An zentraler Stelle am Flughafen Hannover steht die Metallskulptur vom Stefan Schwerdtfeger und zeigt den ankommenden Flugreisenden, wo es lang geht: Up and away … mit den Flugzeug auf der Spiralkurve in den Himmel |
|      | Triga                                                                                         | Michael Hischer               | Triga, (kinetische Skulptur) von Michael Hischer, Stahl verzinkt, Edelstahl, farbig lackiert, Standort Flughafen Hannover |
|      | Mondsichel                                                                                    | Künstler unbekannt            | Die Mondsichel steht am Wendehammer des Maritim Airport Hotels. Die Skulptur ist ein Geschenk von FraPort, einem der Haupteigentümer des Flughafens Hannover-Langenhagen |
|      | Titel                                                                                         | Künstler unbekannt            | Findlinge Standort Flughafen Hannover |
|      | Hommage an die Natur 1988 Stein                                                               | Uwe Spiekermann               | Skulptur vor der Matthias-Claudius-Kirche in Krähenwinkel, Walsroder Straße |
|      | Große Nike                                                                                    | Karlheinz Oswald              | Skulptur bei dem Wohnhaus Köhler in Krähenwinkel, Walsroder Str. Nr. 270. |
|      | Rolf                                                                                          | Karlheinz Oswald              | Skulptur in der Walsroder Straße 70. |
|      | unbekannt                                                                                     | unbekannt                     | Menschengruppe, Bezeichnung und Künstler sind unbekannt. Die Arbeit steht auf dem Grundstück Ackerstraße 2 und ist gut sichtbar. |
|      | Löwen 1999                                                                                    | Wolf Bröll                    | Löwenfiguren an der Walsroder Straße Ecke Niedersachsenstraße. Der Künstler Wolf Bröll war Professor für Kunstpädagogik an der Universität Vechta. |
|      | Victory 1986 Edelstahl 110 cm hoch Metallschrott 600 × 600 × 35                               | Walter Euhus                  | Die Metallskulptur des Fahrradsammlers Walter Euhus steht aufrecht auf der verschrotteten und zu einem Block gepressten Autokarosserie eines Opel-Kadett (600 × 600 × 35 cm) und zeigt den Gedanken eines Sieges des Fahrrades über das Auto. Die Arbeit steht an der Ecke Deisterweg/Harzweg auf einem privaten Grundstück mit Wirkung auf den öffentlichen Raum. |
|      | Skulpturengarten                                                                              | Diverse Künstler              | In Krähenwinkel befindet sich an der Walsroder Straße 305 ein Skulpturengarten. Die auf dem privaten Grundstück in einer gestalteten Gartenanlage befindlichen Kunstwerke sind vom öffentlich Raum aus zu erleben. |
|      | Brunnen Godshorn Stein/Marmor                                                                 | Josef Kusser, Alcha           | Der Brunnen mit der großen Marmorkugel steht auf dem Le-Trait-Platz in Godshorn. |

## Denkmale im öffentlichen Raum
Im Stadtgebiet von Langenhagen befinden sich zahlreiche Denkmale, Mahnmale, Gedenktafeln und Erinnerungssteine. Hierbei handelt es sich bei den älteren Denkmalen überwiegend um Kriegerdenkmäler, von denen es in Deutschland über 100.000 geben soll. Friedrich Wilhelm III. erließ 1813 die Verordnung über die Stiftung eines bleibenden Denkmals für die, so im Kampfe für Unabhängigkeit und Vaterland blieben. Ein Gesetz von 1890 übertrug die Befugnis zur Errichtung von Denkmalen auf die Gemeinden.
In zahlreichen Gemeinden wurden Kriegerdenkmale zur Erinnerung an die Kriegsteilnehmer des Deutsch-Französischen Krieges 1870/71 errichtet. Es folgten viele Denkmale für die Gefallenen des Ersten Weltkriegs. Für die Opfer des Zweiten Weltkrieges wurden meist die bestehenden Denkmäler ergänzt. Zusätzlich weisen Denkmale und Steine auf die Opfer des Nationalsozialismus hin.
| Bild | Kunstwerk / Jahr                                                   | Künstler                                 | Anmerkungen |
| ---- | ------------------------------------------------------------------ | ---------------------------------------- | --- |
|      | Mahnmal Nationalsozialismus 1989 Metall 177 cm hoch                | Wolf Gloßner                             | Mahnmal im Rathaus Innenhof „Zur Erinnerung an alle Opfer des Nationalsozialismus“ |
|      | Zum Gedenken an Opfer von Unrecht und Gewalt Jahr                  | Wolf Gloßner                             | Unmittelbar am Rathaus befindet sich auf der Südseite unterhalb der markanten Rathausuhr eine Tafel Zum Gedenken an Opfer von Unrecht und Gewalt von dem Langenhagener Bildhauer Wolf Gloßner (* 1946 in Velburg). |
|      | Denkmal Friedhof 1966 Sandstein                                    | unbekannt                                | Das Denkmal steht im Eingangsbereich des Langenhagener Friedhofs, Eingang Imhoffstraße Inschrift: „Den Toten zum Gedenken, den Lebenden zur Mahnung, 1914-1918, 1939-1945“ |
|      | Denkmal Langenhagen Elisabethkirche circa 1922 Denkmal Sandstein   | Baxmann, Vorgänger Peinemann Natursteine | Das Denkmal steht in Langenhagen, Walsroder Straße vor der Elisabethkirche Inschrift als umlaufendes Relief: Nichtswürdig ist die Nation, die nicht ihr Alles freudig setzt an ihre Ehre. Schiller Inschrift: „1914 - 1918, Unbesiegt, vom Siegen ermüdet starben wir für Euch.“ Namen, Langenhagen, Langenforth, Krähenwinkel |
|      | Denkmal Elisabethkirche Feuerwehr Denkmal Sandstein                | unbekannt                                | Das Denkmal steht in Langenhagen, Walsroder Straße an der Elisabethkirche Inschrift: „Ihren im Weltkriege gefallenen Kameraden Freiwillige Feuerwehr Langenhagen“, Namen |
|      | Denkmal Elisabethkirche Vertriebene Denkmal Sandstein              | Peinemann Natursteine                    | Das Denkmal steht in Langenhagen, Walsroder Straße an der Elisabethkirche Inschrift: „Zur Erinnerung an die Heimat der deutschen Vertriebenen und an ihr Leid durch Flucht und Vertreibung“ |
|      | Gedenkstein Lörke Findling                                         | Uwe Spiekermann                          | Der Gedenkstein steht im Stadtpark Langenhagen, im westlichen Teil der Heestern Inschrift: „Heinz Lörke Leiter des Grünflächenamtes 1963-1990“ |
|      | Mahnmal Kiefer Sandstein Höhe von 50 bis 100, circa 33 × 33 cm     | Uwe Spiekermann                          | Langenhagen, Hagenhof (Rohde-Haus), Walsroder Straße. Siehe auch „Innenwelten“ von Uwe Spiekermann. Diese Skulptur wurde um sechs Kuben aus Rohrschacher Sandstein erweitert, um auf diese Weise das Langenhagener Ehepaar Lina und Rudolf Kiefer für ihre Haltung und aktive Unterstützung von Juden im III. Reich zu ehren. Die Abbildung zeigt den beschrifteten Stein. |
|      | Mahnmal Anhalten alle Uhren Eisen flachliegend, L.190,B.50,H.55 cm | Almut und Hans-Jürgen Breuste            | Langenhagen, nähe Hagenhof auf dem Gelände des Klinikum Region Hannover. Das Denkmal erinnert an die Opfer der NS-Psychiatrie. Texttafel: Was im Namen einer als wissenschaftlich bezeichneten Psychiatrie in der Zeit der NS-Herrschaft Menschen von Menschen angetan wurde, ist uns Heutigen Mahnung und verpflichtender Auftrag. |
|      | Gedenkstein berühmte Langenhagener Basaltsäule 2005                | Peinemann Natursteine                    | Das Denkmal steht in Langenhagen, Walsroder Straße/Ehlersstraße Inschrift: „Stadtwappen, 15 Namen, Wolfsangel. Stadt- und Heimatfreunden gewidmet v. Bürger- u. Heimatverein Lgh.“ |
|      | Denkmal Brink Findling                                             | unbekannt                                | Das Denkmal steht in Langenhagen, Kastanienallee/Feldstraße Inschrift: „1914 - 1918, Es starben den Heldentod fürs Vaterland“, Namen |
|      | Gedenkstein Langenhagen Brink 2003 Findling                        | Peinemann Natursteine                    | Standort: Langenhagen an der Kastanienallee zwischen Vosskamp und Sattelhof Inschrift: „Brink 1330 und 1997, Baum und Platz der Ehrenamtlichen, Bürger- und Heimatverein Lgh. VDB, KSG“ |
|      | Gedenkstein Schützengesellschaft Findling                          | Peinemann Natursteine                    | Standort: Langenhagen, Grenzheide, Schützengesellschaft Inschrift: „Sie starben für uns als Sieger 1914 - 1918 (4 Namen). 1939 - 1945 (8 Namen)“ |
|      | Friedhofsdenkmal 1999 Sandstein 300 × 300 × 90                     | Uwe Spiekermann                          | Dieses weithin sichtbare Denkmal auf dem Friedhof Grenzheide mahnt an die Vergänglichkeit |
|      | Denkmal Flaksoldaten Sandstein                                     | unbekannt                                | Das Denkmal steht auf dem Vorplatz der Langenhagener Pferderennbahn Inschrift: „27. September 1943 Zum Gedenken an die hier gefallenen Flaksoldaten und Luftwaffenhelfer.“ Namensliste |
|      | Denkmal Rosenberg Findling                                         | Bruno Kruse                              | Das Denkmal steht auf dem Vorplatz der Langenhagener Pferderennbahn Inschrift: „Dem kühnen Führer im Kriege, Meister in Lehre im Beispiel, dem General von Rosenberg, die dankbare deutsche Reiterei“ Heinrich von Rosenberg (* 1. Juni 1833 in Pudisch/Schlesien; † 1900 in Hannover) absolvierte eine Ausbildung an der Reitakademie in Hannover und wurde 1866 Eskadronchef im 13. Ulanenregiment Hannover. In der Zeit von 1850 bis 1880 galt er als der erfolgreichste Jagdrennreiter. Nach Beendigung des Krieges von 1870/71 leitete er die grundlegende Reorganisation der Kavallerie. Statt auf die Kasernenausbildung legte er den reiterlichen Schwerpunkt auf Distanzritte, solide Dressur und Springausbildung. Der hohe Ausbildungsstand der preußischen Kavallerie ist in erheblichem Maße ihm zu verdanken. 1893 wurde er zum General ernannt. Die von Rosenberg entwickelten Lehrsätze der Reiterei prägten die Entwicklung des Pferdesports auch noch über seine Zeit hinaus. |
|      | Denkmal Grabensee Sandsteinblöcke                                  | unbekannt                                | Das Denkmal steht auf dem Vorplatz der Langenhagener Pferderennbahn und erinnert an Wilhelm Grabensee, Tierarzt und Züchter. Grabensee hat sich als Leiter des Landesgestüts in Celle um die Zucht der Hannoveraner verdient gemacht. Inschrift: „Wilhelm Grabensee, Landstallmeister, In Celle vom 1.4.1892 - 16.4.1915. Gewidmet vom Hannoverschen Rennverein“ |
|      | Denkmal MRI Findling                                               | unbekannt                                | Das Denkmal des Militärreitinstituts Hannover (MRI) steht auf dem Vorplatz der Langenhagener Pferderennbahn Krone, MRI Inschrift: „Den Gefallenen u. Vermißten sämtlicher Deutscher Reitschulen in den 2 Weltkriegen zum ehrenden Gedächtnis“ |
|      | Gedenkstein Jatho Findling                                         | unbekannt                                | Gedenkstein für Karl Jatho als dem ersten Motorflieger vor dem Verwaltungsgebäude des Flughafens Hannover. Am 8. Oktober 1933 wurde dieser Gedenkstein anlässlich des 30. Jahrestages seines Flugs von 1903 auf dem damaligen Flughafen Hannover-Vahrenwald im Beisein von Karl Jatho enthüllt. Im März/April 1952 wurde der Gedenkstein von seinem bisherigen Standort vor das neue Gebäude der Flugleitung in Langenhagen versetzt, wo er seitdem, allerdings ohne Sockel, ohne die Adlerplastik und ohne Hakenkreuz, steht. Inschrift: „Jatho dem ersten Motorflieger der Welt 18. Aug. 1903“ |
|      | Denkmal Engelbostel Denkmal mit Findling                           | unbekannt                                | Standort: Engelbostel, Ecke Kirchstraße/Teichweg/Alt-Engelbostel Tafel I: Zum Gedächtnis unserer Helden 1914 - 1918 Tafel II: Den Opfern des 2. Weltkrieges und der Vertreibung zum ehrenden Andenken |
|      | Gedenkstein Reusing Findling                                       | unbekannt                                | Gedenkstein im Kananoher Wald am Mittelweg in Engelbostel (führt im westlichen Bereich von der Kananoher Straße nach Resse), etwa 1100 m von der Kananoher Straße entfernt (Stadtkarte Langenhagen Planquadrat C3a) Inschrift: „Hier verschied am 5. Juni 1899 infolge unglücklichen Sturzes mit dem Pferde im Dienst der Oberarzt am Militair-Reit-Institut Hans Reusing Das Offiziercorps des Militair-Reit-Instituts“ |
|      | Gedenkstein Schulenburg Denkmal mit Findling                       | Peinemann Natursteine                    | Das Denkmal besteht aus einem halbierten Weserfindling in einem Kunststeinfeld. Standort: Schulenburg, Dorfstraße/Amtsweg Inschrift: „Suchet den Frieden“ |
|      | Denkmal Godshorn Kleine Wand aus Platten                           | unbekannt                                | Das Denkmal befindet sich auf dem Friedhof Godshorn gegenüber der Kapelle, Straße Alt-Godshorn Abbildung: Ausschnitt der „Wand“ aus 7 Platten. Gesamtbreite: 5,60 m, Höhe zwischen 1,45 und 1,52 m Inschrift: „Unser Opfer mahnt, 1914 1918, 1939 1945“ |
|      | Gedenktafel Godshorn Metalltafel                                   | unbekannt                                | Die Tafel befindet sich auf dem Friedhof Godshorn an der Kapelle, Straße Alt-Godshorn. (Ausschnitt) Inschrift: „Den Gefallenen beider Weltkriege zum Gedenken.“ |
|      | Gedenkstein Godshorn Findling                                      | unbekannt                                | Standort: Straße Alt-Godshorn bei Nr. 90 Inschrift: „17. Juni 1953, 13. Aug. 1961, Deutschland ist unteilbar.“ |
|      | Erinnerungstafel Godshorn Zwei Tafeln                              | unbekannt                                | Standort: Le-Trait-Platz in Godshorn. Vorseite deutsch, Rückseite russisch und polnisch beschriftet Text deutsch: Geschichts- und Erinnerungstafel Langenhagen/Godshorn Die toten Kinder der Zwangsarbeiterinnen Im Umfeld vieler größerer Rüstungszentren wurden im Zweiten Weltkrieg (1939–1945) Entbindungseinrichtungen für schwangere Ostarbeiterinnen und Polinnen errichtet. Hintergrund war die Verschleppung und der Arbeitseinsatz osteuropäischer Frauen im Deutschen Reich. Von den deutschen Faschisten als Feinde behandelt mussten sie den Kriegsalltag bewältigen. Sie selbst und ihre Kinder waren rassisch unerwünscht. Im Stadtgebiet von Hannover waren ungefähr 60.000 Zwangsarbeiter in mehreren hundert Lagern untergebracht, unter ihnen auch Kinder. Einige kamen in Heime, wo sie schutzlos der Vernichtung preisgegeben wurden. Andere lebten mit Familienangehörigen in Lagern, so dass sie Hilfe finden konnten. Viel hing in dieser Situation vom Verhalten der Verantwortlichen vor Ort ab. Ob und wie die Kinder überleben konnten, hing auch von der Entscheidung des Arbeitgebers oder des Lagerführers ab. Die geringsten Überlebenschancen hatten Säuglinge. Sie kamen in speziellen Einrichtungen unter katastrophalen Bedingungen zur Welt. Ihre Ernährung und die medizinische Versorgung waren sehr schlecht und es herrschten schlimme hygienische Verhältnisse. In Hannover gab es ebenso wie anderen Orts für diesen Zweck Wöchnerinnenbaracken. Die Lagergemeinschaft Hannover e. V., ein Zusammenschluss von Rüstungsfirmen, betrieb einige dieser Baracken. Zuerst waren Mütter und Kinder seit März 1943 im Gemeinschaftslager Ricklingen-Wettberger Mühle untergebracht. Danach kamen sie im August 1943 in das Lager Godshorn (Schulenburger Mühle), das bis zum Kriegsende bestand. Zeitzeugen gehen von einer sehr hohen Todesrate – bis zu 75 Prozent – aus. Die Kinder wurden anonym auf dem Seelhorster Friedhof beigesetzt. Eine strafrechtliche Verfolgung der Täter in der Nachkriegszeit fand bis heute nicht statt. Ergänzend zu dieser Erinnerungstafel befindet sich ein Mahnmal am ursprünglichen Standort der „Wöchnerinnenbaracke“ in der Ziegeleistraße in Godshorn. Die Tafel enthält eine Abbildung mit folgender Bildunterschrift: „Polnische Zwangsarbeiterinnen mit ihrem Kind aus dem Lager“ |
|      | Mahnmal Wöchnerinnenheim 2006 Granit/Metall 170 cm hoch            | Uwe Spiekermann                          | Mahnmal für das „Ausländer-Wöchnerinnenheim“ in Godshorn, Ziegeleistraße/Magdeburger Straße Texttafel in Deutsch, Russisch, Polnisch: An dieser Stelle befand sich im Zweiten Weltkrieg ab August 1943 bis Kriegsende 1945 ein sogenanntes „Ausländer-Wöchnerinnenheim“ für osteuropäische Frauen und deren Kinder. Bekannt sind 293 Namen von Kindern, die hier starben. Diese waren aus rassischen Gründen „unerwünscht“ und der Vernichtung schutzlos ausgeliefert. |
|      | Gedenkstein Kaltenweide 1918 Findling                              | unbekannt                                | Gedenkstein im Eingangsbereich des Friedhofs Kaltenweide Inschrift: „Den gefallenen Helden 1914-1918“ |
|      | Gedenktafeln Kaltenweide Zwei Metalltafeln                         | unbekannt                                | Gedenktafeln an der Friedhofskapelle Friedhof Kaltenweide Inschrift: „Tafel 1. Zum Gedenken der Gefallenen und Vermißten beider Weltkriege Namensliste“ 2. Namensliste, Abschließender Text: „Wir erwarten aber eines neuen Himmels und einer neuen Erde nach seiner Verheissung / in welcher Gerechtigkeit wohnt.“ |
|      | Gedenkstein Kaltenweide 1994 1994 Findling                         | unbekannt                                | Gedenkstein in Kaltenweide, Kananoher Straße/Wohldamm Inschrift: „Kaltenweide 1994. Der Stein wurde anlässlich des 450-jährigen Bestehens von Kaltenweide aufgestellt.“ |
|      | Gedenkstein Kaltenweide Bürgereck 2006 Findling                    | Uwe Spiekermann                          | Gedenkstein in Kaltenweide, Mühlenweg/Ecke Weg vom Schützenhaus Inschrift: „2006 Bürgereck BVK + Zeichnung. Die Zeichnung stellt die Ortsgrenzen von Kaltenweide dar. Der Stein wurde vom Bürger-Verein-Kaltenweide aufgestellt zur Verschönerung dieser Wege-Einmündung.“ |
|      | Gedenkstein Hubertus 1907/2001 Findling auf mehreren Steinen       | unbekannt                                | Gedenkstein in Hainhaus am Edderweg Inschrift: „Kronprinz Wilhelm Hubertus 1907, Bauernverein Hainhaus“ |
|      | Stein Golfpark 2004 Findling                                       | Uwe Spiekermann                          | Hinweis auf Golfpark in Hainhaus neben der Zufahrt zum Golfplatz Inschrift: Logo des Golfclubs, Golfpark Hainhaus. Text Hinweisschild: „Findling, 18,5 t Mittelkörniger Granit, bestehend aus Feldspat, Quarz und Glimmer. Eruptivgestein, erkaltet u. auskristallisiert vor 1,7 Mrd. Jahren. Vom Eis der Saale-Vereisung von Smaland/Schweden vor 200 000 Jahren bis nach Engelsbostel geschoben. Hier errichtet am 22.4.2004“ |

## Temporäre Kunst im öffentlichen Raum
In den Jahren 1992 bis 1997 trat die Stadt Langenhagen mit einem sehr anspruchsvollen und über die Stadtgrenzen hinaus beachteten Projekt „vor ort – Kunst in städtischen Situationen“ in die Diskussion über Kunst im öffentlichen Raum. Die Stadt gewann den Kurator Kai Bauer als Referenten für Bildende Kunst und lud zahlreiche schon weltweit agierende oder auch – zu diesem Zeitpunkt – noch kaum bekannte Künstlerinnen und Künstler für temporäre Projekte nach Langenhagen ein.
Die Übersicht über die 16 Projekte mit Texten von Kai Bauer stammt aus der Chronik 1992–1997 (Langenhagen (Hrsg.), 1997:49-55).
| Bild | Kunstwerk / Jahr                                  | Künstler                           | Anmerkungen |
| ---- | ------------------------------------------------- | ---------------------------------- | --- |
|      | Beleuchtung auf der Galopprennbahn Neue Bult 1992 | Angelika Schirmer                  | Angelika Schirmer lässt in der Nacht vom 4. auf den 5. September 1992 ausgewählte Gruppierungen von Hecken, Bäumen und Büschen auf dem Gelände der Galopprenn- bahn Neue Bult mit Flutlichtscheinwerfern anstrahlen. Im Foyer des Rathauses wird eine Videoaufzeichnung der Beleuchtung gezeigt. |
|      | Ambulantes Aquarium 1992                          | Mischa Kuball                      | Mischa Kuball lässt aus einem leeren Ladengeschäft in der Markthalle eine temporäre Installation mit überblendenden Projektionen, die geometrische Formen und Architekturmotive zeigen, herausstrahlen und in einen starken Dialog mit den natürlichen Tageslichtprojektionen durch die Außenfenster treten. |
|      | CAR FLYING 1992                                   | Ottmar Hörl                        | Ottmar Hörl (* 1950) nimmt sämtliche Geräusche eines Fluges von Hannover-Langenhagen nach Frankfurt am Main auf Tonband auf. Dieses Band wird als Tonkassette in einer Auflage von 10.000 Stück jedem Langenhagener Einwohner ausgehändigt, der im Besitz eines Autos mit Kassettenrecorder ist. |
|      | Shelter/Zufluchten 1993                           | Antoni Malinowski                  | Im Einkaufszentrum CCL, in den kahlen Gängen hinter den Geschäften, die zu Büros, Praxen und Warenlagern führen, entwickelt Antoni Malinowski (* 1955, lebt in London) eine Abfolge von Wandzeichnungen. Von Bewegungsspuren über geschlossene Formen zu räumlichen Darstellungen werden mit kleinen, auf geklebten Dachpappestreifen Energieströme graphisch sichtbar gemacht. Aus winzigen Feldzeichen strukturierte Flächen werden im Treppenhaus zu weißen Bodenzeichnungen, die sich auf Lichteinfall und topographische Vorstellungen beziehen |
|      | Sechs Litfaßsäulen im Stadtraum 1993              | Karin Sander                       | Karin Sander (* 1957) lässt für zehn Tage Litfaßsäulen im Stadtgebiet mit weißer Raufaser tapezieren. Die Oberflächenstruktur privater Innenräume wird zu öffentlichen Projektionsflächen nach außen gestülpt. |
|      | Ebene Tisch 1993                                  | Christian Hasucha                  | Christian Hasucha (* 1955) findet in einer Langenhagener Imbissstube einen Stehtisch als Schnittpunkt zwischen privatem und öffentlichem Raum. Die Höhe der Tischplatte von 52, 301 m über N.N. wird von einem Vermessungsteam mit Klebeband an 5000 Pfählen von Laternen, Strommasten und Verkehrszeichen im ganzen Stadtgebiet als Referenzone markiert. Durch die in unterschiedlicher Höhe an den Masten befindlichen Markierungen wird veranschaulicht, dass Langenhagen überhaupt nicht so eben ist wie man es annimmt. Über eine Postwurfsendung wird die Bevölkerung über das Projekt informiert. Wegen heftiger Bürgerproteste kürzt der Stadtrat den Etat der „vorort“-Reihe für das kommende Jahr um ein Drittel. |
|      | Liebscher/Lehanka in Langenhagen 1994             | Martin Liebscher, Marko Lehanka    | Martin Liebscher (* 1964) und Marko Lehanka (* 1961) halten sich zehn Tage in Langenhagen auf. Sie führen Interviews mit unterschiedlichsten Langenhagener Bürgern zu einem immer gleichen Fragenkatalog („Gefällt Ihnen Langenhagen? – Was sind Ihre Lieblingsplätze? – Was war das herausragendste Ereignis in letzter Zeit in Langenhagen?“ usw.). Das Stadtportrait, das von den Bewohnern gezeichnet wird, führt zu einer Videodokumentation und einer Künstlerausgabe der Frankfurter Kunstzeitschrift „ROGUE“. |
|      | MICROMACROSCOPICS 1994                            | Michael Ross                       | Der New Yorker Künstler Michael Ross (* 1955) legt die Route eines Spaziergangs durch die Stadtmitte fest. An fünf Steilen prägt er mit Münzprägestempeln poetische Sätze in die Metalloberflächen von Straßenmasten ein. Die Schriftgröße beträgt 0,3 mm, daher benötigt der Betrachter eine Lupe und einen Lageplan, um die Sätze, die den jeweiligen Ort zu „gedanklichen Systemen“ erweitern, zu finden und zu entziffern. |
|      | A Celebration of Human Being 1994                 | Yoko Ono                           | Yoko Ono (* 1933) entwickelt ein Motiv, das einen zeichenhaft stilisierten Hintern zeigt, und versieht es mit dem Text: „We are beautiful. We are fun. We are mammals without tails.“ Mit Hilfe von Sponsoren wird über eine gigantische Plakataktion, die sich nach der Bundestagswahl auch auf Werbeflächen der politischen Parteien erstreckt, und mit Streuartkeln (Postkarten, T-Shirts, Regenschirme, Aufkleber etc.) das Motiv im Stadtgebiet verbreitet und am Flughafen an abfliegende Passagiere verteilt. Ein intensives Medienecho beschäftigt sich mit der Popularität der Künstlerin. Der Etat der „vorort“-Reihe wird wieder um ein Drittel aufgestockt. |
|      | Der Diskurs findet hier statt 1995                | Ralf de Moll, Christiane Delbrügge | Zehn Tage lang steht ein weißer Kubus auf dem Marktplatz Langenhagens. Er steht für die Idee des Kunstraumes als „whitecube“ und der damit verbundenen Form von Kunstpräsentation und -betrachtung. Seine Maße betragen 3 × 3 × 3 m. An drei Wänden ist ein Schriftzug angebracht: „Der Diskurs findet hier statt.“ In der vierten Wand befindet sich eine Tür, die jedoch verschlossen ist. Hinter dieser Tür das Stimmengewirr einer Menschenansammlung. Zu hören ist die CD von Christiane Dellbrügge (* 1961 in USA) und Ralf de Moll (* 1961): Der Diskurs findet hier statt. |
|      | Fontana di Piaggio 1995                           | Roman Signer                       | In einem der Ortsteile Langenhagens steht an einer verkehrsreichen Hauptstraße ein blaues dreirädriges Gefährt der Marke Piaggio auf einem Gehweg. Das abgestellte Fahrzeug ist mit einem Schlauch an einen öffentlichen Hydranten angeschlossen, aus dem Wasser mit hohem Druck in das Innere des Wagens schießt. Das dröhnende und zischende Geräusch mischt sich ganz unerwartet unter den gewohnten Alltagslärm. Jeden Tag fährt der Schweizer Aktionskünstler Roman Signer (* 1938) eine andere Stelle im Stadtgebiet Langenhagens an, um dort acht Stunden lang sein spritzendes und plätscherndes Automobil aufzustellen. |
|      | Mind 1995                                         | Les Levine                         | Der New Yorker Medien- und Konzeptkünstler Les Levine (* 1935 in Dublin) entwickelt ein dreiteiliges Projekt für Langenhagen: Eine stadtweite Plakataktion mit 52 Billboards zeigt das grellbunte Motiv „SEE YOUR MIND“, das den Betrachter durch eine Brille fixiert. Im Einkaufszentrum CCL werden 5000 Schachteln mit dem Produktdesign „MIND“ und der Angabe der „Inhaltsstoffe“ (Acceptance, Affection, Aggression, Ambition etc.) angeboten und für fünf DM verkauft; die Einnahmen werden in einen Fonds für bosnische Kinder gespendet. In den Regionalnachrichten des Fernsehens („hallo Niedersachsen“) läuft ein kurzer Werbespot für „MIND“. Die während der Aktion nicht verkauften Schachteln (2500 Stück) befinden sich als Dauerleihgabe im Sprengelmuseum. |
|      | media interface langenhagen 1996                  | Georg Winter                       | Der Künstler Georg Winter (* 1962), der unter dem Namen „Ukiyo Cameras“ firmiert, lässt über eine Plakataktion und eine Postwurfsendung 30 Testhaushalte akquirieren. Sie nehmen an einem Pilotprojekt zum interaktiven Fernsehen teil und erhalten einen Testmonitor mit einem vierseitigen Fragebogen für eine Woche frei Haus geliefert. Der für diesen Test entwickelte „High Black Monitor“ lässt sich nicht an das TV-Netz anschließen. Die Entwicklungen auf dem elektrotechnischen Gebiet sind bei diesem Versuch bewusst zurückgenommen, um durch Reizreduktion die Empfangssituation und ihre Ausgangsbedingungen räumlich wie persönlich zu thematisieren. Im Testzeitraum steht der Künstler in einem mobilen Informationsbüro auf dem Schützenplatz für Gespräche zur Verfügung. Im Rathausfoyer werden ein halbes Jahr später die Auswertungen der anonymen Fragebögen in einer Ausstellung zum Projekt gezeigt. |
|      | Kunsthalle prekär 1996                            | Thomas Hirschhorn                  | Der in Paris lebende Schweizer Künstler Thomas Hirschhorn (* 1957 in Bern) baut eine transparente Kunsthalle aus Folie, Plexiglas und Dachlatten. 36 Leuchtstoffröhren machen aus der Halle einen Tag und Nacht weithin sichtbaren Leuchtkörper. Die Halle kann nicht betreten werden, aber im Inneren sind Hirschhorns Zeichnungen und Alu-Objekte installiert und können von außen allseitig eingesehen werden. Prekär ist der ausgewählte Aufstellungsort: dort, wo Langenhagen ebenso international wie austauschbar erscheint: nahe der Einflugschneise des Flughafens, fast in Hörweite der Autobahn, neben dem Automarkt, wo Lastwagen aus Litauen, Estland, Russland Gebrauchtwagen von Verkäufern aus dem Gebiet um Hannover abtransportieren und nach Maßgabe des Polizeiberichts die kriminelle Energie hoch ist.                                                                                                   |
|      | Kommt zur Kunst 1997                              | Christine und Irene Hohenbüchler   | Die Zwillinge Christine und Irene Hohenbüchler (* 1964 in Wien) arbeiten unter dem Primat der engagierten Teilhabe mit Patienten der Psychiatrie. In den Räumen der ehem. Klinik-Wäscherei entsteht eine Malwerkstatt und entwickelt sich zu einem offenen Freiraum, in dem sich jeder malen und zeichnend äußern konnte. |
|      | Außerparlamentarische Situation 1997              | p.t.t.red                          | Im kollektiven Gedächtnis der Stadt Langenhagen hängen geblieben ist die Verhaftung von Ulrike Meinhof am 15. Juni 1972 in der Walsroder Straße 11. 25 Jahre später erinnert die Künstlergruppe p.t.t.red (paint the town red) eine einwöchige künstlerische Aktion (24.–28. Februar 1997) daran. Stefan Micheel (* 1955) und Hans Hs Winkler (* 1955) weisen zuerst mit 59 im Stadtgebiet aufgehängten Plakate auf eine (fiktive) Veranstaltung hin und lösten damit eine heftige Diskussion aus: „Ulrike Meinhof spricht über ihre Verhaftung in Langenhagen.“ Der für den 28. Februar 1997 angekündigte Vortrag auf dem Marktplatz mit einem Rednerpult und Stühlen für Zuschauer bot Raum zum Nachdenken, schließlich erschien niemand; das Publikum blieb unter sich und diskutierte die unklare Situation. |

## 99 Standpunkte
99 Standpunkte war das erste Projekt der Kulturstiftung Langenhagen e. V. mit zahlreichen im Stadtpark aufgestellten Werken. Zur EXPO 2000 – der Weltausstellung in Hannover – bot auch Langenhagen etwas Besonderes: Eine überregional bedeutsame Ausstellung mit Kunst im öffentlichen Raum im Stadtpark von Langenhagen. Ein Personenkreis aus Wirtschaft, Stadtverwaltung und engagierten Bürgern gründete die Kulturstiftung Langenhagen e. V. und lud europaweit zu einem offenen Wettbewerb ein. Eine Jury wählte aus den rund 300 Bewerbungen aus und Langenhagen hatte eine bisher einmalige Ausstellung zur Kunst im öffentlichen Raum.
Die Übersicht über die 62 Projekte stammt aus der Dokumentation der Kulturstiftung Langenhagen e. V. 99 Standpunkte. Skulpturen in Langenhagen. Galerie Depelmann Edition Verlag GmbH, Langenhagen, mit Texten von Friederike Weimar (Kulturstiftung, 2000).
| Bild | Kunstwerk / Jahr                                                                       | Künstler                          | Anmerkungen |
| ---- | -------------------------------------------------------------------------------------- | --------------------------------- | --- |
|      | 1 Fußgängerskulptur 1997–2000                                                          | Till Hausmann                     | Die Fußgängerskulptur von Till Hausmann (* 1953 in Schwelm) steht auf dem Forum. Dieser knallrote Fuß ist das Markenzeichen der anlässlich der EXPO 2000 durchgeführten temporären Ausstellung 99 Standpunkte. Skulpturen in Langenhagen, die den gesamten Stadtpark für einige Monate zu einem Kunstmuseum auf Zeit umgestaltete. Die Fussgängerskulptur ist Teil eines umfassenderen Projektes, bei dem sich der in Düsseldorf lebende Künstler mit der Situation des Fußgängers im Straßenverkehr auseinandersetzt. |
|      | 2 Aufbruch, Ausbruch, Durchbruch 1996                                                  | Christel Lechner                  | Die aus sechs Personen bestehende Gruppe von Christel Lechner (* 1947) stand in der Stadtmitte an der Walsroder Straße vor dem damals aus dem Forum aufgestellten Pavillon der Kulturstiftung Langenhagen. Nach der Ausstellung 99Standpunkte wurde eine ähnliche Personengruppe als bleibende Kunst im öffentlichen Raum für diesen Standort angekauft. |
|      | 3 Anlegestelle 1999 Pulverbeschichteter Stahl 18 × 300 × 120                           | Georg Zimmermann                  | Die Arbeit von Georg Zimmermann (* 1960 in Kevelaer) beschreibt einen Linsenkörper, dessen Deckfläche unregelmäßig aufgebrochen ist. Das sich abzeichnende Rißstück, das einen dreidimensionalen Körper beschreibt, ist in die Sichtfläche eingelassen. Der in Krefeld freischaffend tätige Bildhauer befasst sich mit dem Thema Zeit und Vergänglichkeit. Die Anlegestelle lag in Langenhagen auf dem Forum unmittelbar vor dem Pavillon zur Ausstellung und bot den Besuchern damit eine Art Anlegestelle zum Einstieg in die Ausstellung zur Kunst in öffentlichen Raum. |
|      | 4 Obelisk 1990–2000 Draht, Glasflaschen, 700 × 80 × 80                                 | Michael Deiml                     | Der sieben Meter hohe Obelisk von Michael Deiml (* 1949 in Prag) stand unmittelbar vor dem Schulzentrum von Langenhagen. Rund 800 Flaschen füllen eine leichte Drahtskulptur; dabei sind die oberen weißen Flaschen leer und leuchten strahlend im Sonnenlicht, während die meist farbigen Flaschen im unteren Bereich mit Langenhagener Allerlei gefüllt sind. Die Inschriften, die sich sonst an der Oberfläche der Obelisken befinden, rühmen die Taten der Pharaonen und Päpste. Im Langenhagener Obelisken befinden sich die Inschriften im Inneren; in einer Kunstaktion haben Schüler des Schulzentrums ihre Wünsche für die Zukunft in Texten oder auch materiell wie in eine Flaschenpost eingefüllt. Erstmals stand der Obelisk 1990 neben dem Rathaus in Vaihingen an der Enz, später auch noch in Kevelaer. Aufgrund einer baulichen Erweiterung des Schulzentrums ist der Umzug des Kunstwerks an einen anderen Ort erforderlich. In einer bürgerschaftlichen Aktion wurde der Obelisk am 29. Oktober 2011 abgebaut und im Juli 2012 an anderer Stelle wieder errichtet. |
|      | 5 Augenhand 1999 Brenneisenschnitt 210 × 145 × 3 cm                                    | Ren Rong                          | Der Künstler Ren Rong (* 1960 in Nanjing) erläutert: „Das Motiv 'Augenhand' begleitet meine Kunst seit vielen Jahren. Das Auge sieht alles, bewußt und unbewußt, symbolisiert Neugierde und Wachsamkeit und bildet zusammen mit der Hand die schöpferische Kraft.“ (Rong in Kulturstiftung, 2000:80). Sechs, nicht fünf Finger nähern sich einer Darstellung von Wimpern an. Die Augenhand war ursprünglich im natürlichen Rost-Zustand und stand im Sommer 2000 in der Grünanlage in der Ehlersstraße. Die Arbeit ist jetzt in einem kräftigen rot bemalt und steht seit Ende Mai 2012 auf dem Kaltenweider Platz vor dem S-Bahnhaltepunkt Kaltenweide. |
|      | 6 Reverenz 1997 dreiteilig, 80 cm hoch                                                 | Darius Zibikas                    | Darius Zibikas (* 1971 in Šiauliai/Litauen) thematisiert mit seiner Skulptur eines der Urmotive der Kunst: Gut und Böse. Um diesem uralten, ewigen Thema gerecht zu werden, greift er auf primitivistische Vorbilder zurück. Die Arbeit besteht aus zwei Einzelskulpturen, die durch eine gespannte Lederschnur miteinander verbunden sind. Beide Einzelteile haben eher feminine Formen, die große mit eindeutig weiblichen Körperteilen, die kleine mit weichen geschwungenen Formen und der Andeutung einer Brust. |
|      | 7 Golgatha 1997–98                                                                     | Heinrich Brockmeier               | Bei der Bronzegruppe handelt es sich um drei formal stark reduzierte Stelen, die halbkreisförmig hinter einer als liegende Figur zu deutende Skulptur angeordnet sind. Die Formen sind jeweils aus einem Block geschnitten. „Im Mittelpunkt seiner Arbeiten steht immer der Mensch. Der Mensch als skurrile oder tragische Gestalt oder als gequälte und von den Schicksalsschlägen des Lebens gebeutelte Kreatur.“ (Becks-Malornay in Kulturstiftung, 2000:18). |
|      | 9 Anatomie des Steins 1995                                                             | Otto Berndt Steffen               | Otto Bernd Steffen (* 1951 in Dornreichenbach) stellt eine schmale Platte aus Granit hochkant auf einen Sockel. Ein mittiger Streifen, der sich an der einen Seite der Arbeit hochzieht, ist in gleichmäßige Felder eingeteilt. Der Künstler hat sich damit mit jedem Feld tiefer in den Stein hineingearbeitet, bis er schließlich im vorletzten Feld zur anderen Seite durchbricht. „Letztlich sind es drei Dinge, die meine plastischen Arbeiten entscheiden; das Gedankliche, die Besonderheit des Materials und das Licht; ich habe dafür zu sorgen, das jedes zu seinem Recht kommt und mit seinen Möglichkeiten meine Idee unterstützt.“ (Steffen in Kulturstiftung, 2000:102). |
|      | 10 Kunstberechtigungsautomat 1988/1999 Geschweißter Metallquader 170 × 50 × 30         | Curth Stiliachus                  | „Der Deutsche Kunstberechtigungsausweis dient der stetigen Sicherung der kontrollierbaren Kunstberechtigung“ (Stiliachus in Kulturstiftung, 2000:106). Der Künstler Curth Stiliachus (* 1953 in Bonn) hat für seinen behördlich wirkenden Kunstberechtigungsautomaten eine Reihe von Aspekten aufgelistet, die die Bedeutung des Automaten skizzieren. So sieht er ihn als Akzent gegen die sich abzeichnende Isolation der autonomen Kunst von der Gesellschaft und als Persiflage auf die Institutionalisierung von Kunst sowie ihrer Ausdrucksformen. |
|      | 12 Räumliche Schraffur 1981–1997 Stahl, 235 × 1450 × 130                               | Ritzi Jacobi                      | Die Skulptur von Ritzi Jacobi (* 1941 in Bukarest) besteht aus Stahlstäben unterschiedlicher Stärke und Form, die stützend und schwebend zueinander in Beziehung gesetzt sind. Sie entwickeln auf einer Länge von über 14 m eine Lineatur mit Verdichtungen aus gebündelten Platten mit unterschiedlichen Richtungsimpulsen. |
|      | 13 Erstarrte Visionen 1987 Stahl, 265 × 60 × 180                                       | HAWOLI                            | Der niedersächsische Künstler Hans Wolfgang Lingemann HAWOLI (* 1935 in Bleckede) hat diese Arbeit aus acht Phonolithen und acht Stahlrahmen gestaltet. Die Steine in den einzelnen Rahmen richten sich nacheinander auf und zeigen einen Bewegungsablauf. Das achte Dreieck ist leer und will sagen, dass der Prozess nicht abgeschlossen ist. Damit hat der Künstler spannungsvolle Kontraste hergestellt. HAWOLI befasst sich seit etwa 30 Jahren mit dem Spannungsverhältnis zwischen Natur und Kultur. Diese Arbeit wurde in ähnlicher Form vorher schon in Kiel (1987) und wurde später erneut in Göttingen (2006) gezeigt. |
|      | 14 O. T. 2000                                                                          | Angelika Reinecke                 | Angelika Reinecke (* 1953 in Nürnberg) schafft aus buntlackierten Stahlrohren und Stahlplatten spielerische Figuren, die auf krallenartigen Füßen stehen. |
|      | 15 Meditation 1994 Norwegischer Granit 145 × 110 × 45                                  | Wilfried Behre                    | Weil es den Stein seit Milliarden von Jahren gibt, begegnet Behre (* 1956 in Hannover) ihm mit Faszination und Respekt. „Ich muß ihm eine Chance geben, jene Ewigkeit zu zeigen, die in ihm steckt“ (Behre in Kulturstiftung, 2000:12). In dem er bleibende Formen schafft, gelingt ihm das, oft in monatelanger Arbeit. |
|      | 16 Weisse Säule 1999 Kunststoff, 360 × 65 × 65                                         | Leo Hüskes                        | Hüskes (* 1928 in Leute – 2012 in Hannover) hat aus der Kunststoffstele Figuren herausgeschnitten und versetzt wieder aufgeschweißt. Figuren sind einerseits Vögel, die zum Himmel fliegen und andererseits fallende Menschen. Ausgangspunkt des Künstlers für diese Arbeit ist die antike Stele und die christliche Bildsäule, die seit Jahrtausenden als Informationsträger dienen. |
|      | 17 Rondo 87 1987 Corten-Stahl 170 × 360 × 240                                          | Hans Dieter Bohnet                | Lt. Brockhaus heißt Rondo [ital.] „rundläufig angelegter musikal. Formtypus“. Diese Ausdrucksform der Musik übersetzt Hans Dieter Bohnet (* 1926 in Trossingen) in Bildhauerei. Schon früh gelangt der Künstler von intensiven Natur- und Anatomiestudien ausgehend zur Abstraktion. |
|      | 18 Müll - Blume - Denk - Mal 1998 PVC-Mülltonnen                                       | Frank N. Hoffmann                 | Mit seiner Skulptur – bestehend aus 24 blauen Mülltonnen – will Frank Hoffmann (* 1941 in Bad Nauheim) ein Zeichen setzten. Die Behälter sind so angeordnet, dass sie an eine aufbrechende Blume erinnern. |
|      | 21 9 Schachteln 1987 Stahl, 5 mm, 9-teilig zwischen 30 × 40 × 40 und 60 × 60 × 65      | Helga Kellerer                    | Der Titel hätte auch lauten können Das Treffen der Schachteln. Jeder Karton steht in dieser Arbeit von Helga Kellerer (* 1961 in Mainburg) allein, allerdings schafft der geöffnete Deckel eine Verbindung der Objekte zueinander. Die geöffneten Deckel und das rote Innere erinnern an geöffnete Münder, als hätten sich die Schachteln zu einem Plausch getroffen. |
|      | 22 o. T. 1978 Polyester, 200 × 250 × 50                                                | Gabriella Fekete                  | Die drei Polyesterblöcke von Gabriella Fekete (* 1944 in Budapest) erinnern in ihrer Form an Sarkophage, wäre da nicht die rote Farbe, wodurch die Arbeit ein zeitgemäßes, modernes Aussehen erhält. Die Arbeiten der Künstlerin kann man nicht sofort einordnen und abhaken. Vielmehr spielt Gabriella Fekete mit der Irreführung des Betrachters. |
|      | 23 1.3.t 1993 Granit/Draht, 130 × 100 × 70                                             | Markus Stangl                     | Der Betrachter fragt sich unwillkürlich, wann stürzt diese Arbeit in sich zusammen, wie lange noch trägt diese filigrane Drahtkonstruktion den Granitblock, immerhin 1,3 t schwer. Markus Stangl (* 1962 in Dachau) beschäftigt sich mit dem Thema Schwere und Leichtigkeit. oder die Überwindung der Schwere durch die Leichtigkeit. |
|      | 25 Schwebender Würfel 1992 Aluminium/Edelstahl 300 × 300 × 300                         | Günther Zins                      | Eine raumschwebende Arbeit hat Günther Zins (* 1951 in Butzbach) geschaffen, aufgehängt - man sieht es erst auf dem zweiten Blick - an Seilen, die zwischen den Bäumen aufgehängt sind. Nach einer Phase, in der der Künstler malte, begann er, Arbeiten in Stahl und Aluminium zu schaffen. |
|      | 26 Stadtmobilar 1999–2000 Holz, mehrteilig                                             | Miriam Giessler / Hubert Sandmann | Die Arbeit spielt mit den Grenzen von Kunst- und Gebrauchsgegenständen, Kultur- und Naturlandschaft, Objekt und Raum. Die Künstler Miriam Giessler (* 1960 in Essen) und Hubert Sandmann (* 1960 in Gelsenkirchen-Buer) leben und arbeiten in Essen. |
|      | 27 Fruchtform III 1997 Aluminiumguss 120 × 240 × 100                                   | Sabine Straub                     | Die Skulptur von Sabine Straub (* 1963 in Köln) rückt den Dreiklang Natur-Mensch-Kunst ins Blickfeld. Fruchtform III ist als verlorene Form in einer Silizium-Mangan Legierung gegossen worden. |
|      | 29 Fata Morgana 1998 Holz, farbig gestrichen 330 × 400 × 110                           | Bruno Steiger                     | Die Idee, Gegenstände aus ihrem angestammten Kontext zu lösen, ist Grundidee von Bruno Steiger (* 1955 in Algetshausen/Schweiz). Die Arbeit ist ein Körper, der irritiert und an das Materiallager einer Schreinerei erinnert. |
|      | 31 Himmelwärts 1998                                                                    | Beate Spitzmüller                 | Ein Knospenfeld steht auf einer Wiese im Stadtpark. 40 von Beate Spitzmüller (* 1963 in Offenburg) aus Ton geformte und auf je einen Eisenstab gesetzte Blütenknospen bilden zusammen ein feinfühlige Skulptur. Unter dem Begriff himmelwärts hat Beate Spitzmüller zuvor schon andere mit Blumen besetzte Ausstellungen präsentiert, um damit zu zeigen, was Licht und Wasser bewirken können: Alle Pflanzen werden zum Leben erweckt und streben gen Himmel. |
|      | 32 In the eye of the hurricane 1991 verzinkter, lackierter Stahl 220 × 250 × 325       | David Lee Thompson                | Die Arbeit entstand während eines Bildhauersymposiums in Ostfriesland. David Lee Thompson (* 1951 in Fargo/USA) ließ sich mit dieser Arbeit von der gesamten friesischen Umgebung inspirieren. Seine Arbeit enthält Bestandteile, die ihm in der Landschaft auffielen, Telegrafenmasten, Teile landwirtschaftlicher Maschinen und einen Rettungsring. Die Skulptur steht heute in dem von Leonard Wübbena eingerichteten Skulpturenpark Funnix in Wittmund und damit in Friesland. |
|      | 33 Thermoplastische Plastiken 1995 Asphaltguss                                         | Michael Zwingmann                 | Aus dem Griechischen übersetzt heißt Asphalt Erdpech. Mit diesem Material arbeitet Zwingmann (* 1964 in Hannover) bereits während seines Studiums. Im Gegensatz zu Skulpturen aus Stein lässt sich Asphalt thermoplastisch formen. |
|      | 34 Rauschen 1998 Polyesterethylenscheiben, Durchmesser 400, Höhe 30 cm                 | Thomas E. Wildner                 | Thomas E. Wildner (* 1966 in Essen) lässt sich von der Physik inspirieren. Alle Töne, die die Welt hervorbringt, bilden ein einziges Rauschen, wenn sie nicht gezielt gesteuert werden. Daraus entstand der Titel dieser Arbeit freitreibender Kunststoffscheiben. |
|      | 35 Kopfstehende 1996 Bronzeguss, 205 cm hoch                                           | Andreas Krämmer                   | Ein Kopfstand mitten im Park. Andreas Krämmer (* 1959 in Coburg) schreibt zu dieser Arbeit: „Das sinnlich begreifbare Bild des Menschen erlebbar machen. Form, Bewegung und Proportionen als Ausdruck und Zeichen für Leben. Humanistische Gegenbilder setzen gegen die mediale Verfügbarkeit des Menschenbildes“ (Krämmer in Kulturstiftung, 2000:56). |
|      | 36 Schwimmobjekt 1987 Aluminiumblech, 5 Größen, 72,5 - 194 cm (Mittelachse)            | Ulrich Behl                       | Ulrich Behl (* 1939 in Arnswalde) hat seine Schwimmobjekte ursprünglich für das Kieler Binnengewässer Kleiner Kiel entworfen. Seit 1993 befindet sich dort ein 27-teiliges Ensemble des in Kiel lebenden Künstlers, das alljährlich als wichtiges Wahrzeichen wieder in das Binnenwasser gesetzt wird. Die wetterähnlichen Zeichen sind entstanden durch Beobachtungen von Wellenbewegungen und Sandverwehungen. In Langenhagen befand sich die fünfteilige Arbeit im nördlichen Teil im Stadtpark. |
|      | 37 Minotaurus befreit sich 1996–1999 Bronzeguss, 170 × 70 × 60                         | Sabine Hoppe                      | Der Minotaurus steht aufrecht, hat einen menschlichen Körper und ist eng in ein Tuch gewickelt. Aus dieser Haut krümmt und windet er sich, um sich zu befreien. In ihren Arbeiten visualisiert die Künstlerin eine moderne Sicht auf den griechischen Mythos. Sabine Hoppe (* 1961 in Fürstenau) hat der Figur des Minotaurus eine ganze Werkgruppe gewidmet und zeigt damit seine unterschiedlichen Erscheinungsformen. |
|      | 38 Dual 621 1996 Edelstahl/Gummi, 143 × 98 × 40                                        | Herbert Mehler                    | Zwei Elemente aus Edelstahl stehen sich gegenüber. Die Raum zwischen den beiden Ellipsensegmenten füllen horizontal eingefügte und mit Eisenstegen verschraubte Gummilamellen. Der in Würzburg lebende Herbert Mehler (* 1949 in Steinau/Fulda) erforscht die vielschichtigen Möglichkeiten dieser unterschiedlichen Materialien bereits seit Beginn der 1990er Jahre. |
|      | 39 Varieta de tempi 1993 Schiffbaustahl, 2100 × 100                                    | Uwe Kampf                         | Schmale Platten aus Schiffsbaustahl hat Uwe Kampf (* 1959 in Wuppertal) zu einem 21 m langen Streifen zusammengefügt. Der Künstler möchte bewusst die verschiedensten Interpretationen zulassen. Werden hier gerade Vorbereitungen für den Empfang einer hohen Persönlichkeit getroffen und der der ist Teppich ausgerollt, aber noch nicht glatt gezogen? Stahl ist an sich starr und unbeweglich, wirkt in dieser Formation aber fast weich und fließend. |
|      | 40 Containing 1993 Stahl, z. T. farbig gefasst 145 × 300 × 150                         | Jürgen Scholz                     | Dies ist eine typische Arbeit des hannoverschen Bildhauers Jürgen Scholz (* 1957 in Oldenburg). Der Künstler arbeitet stets mit einem bestimmten Vokabular, in dem Quader und Röhren die tragenden Rollen spielen. |
|      | 41 Purzeln Cumulet 1998 Petit-Granit 105 × 75 × 120                                    | Helmut Machhammer                 | Die Figur Helmut Machhammers (* 1962 in Kalwang/Österreich) aus Krastaler Marmor kann in sechs verschiedenen Stellungen präsentiert werden. Seit 1996 beschäftigt sich der Künstler mit Skulpturen, die ihre Aussage durch Drehung ihrer Lage verändern. |
|      | 43 Äon 1999 Stahl, 220 × 170 × 175                                                     | Reinhard G. Puch                  | Der Titel der Arbeit stammt aus dem Griechischen und bedeutet so viel wie das Weltalter. Auch die Arbeit selbst erinnert an einen griechischen Buchstaben. Reinhard G. Puch (* 1947 in Hörsten/Westfalen) beschäftigt schon lange mit Schrift sowohl in Negativ- als auch in Positivformen. |
|      | 44 Weiße Rose-Projekt 1997 Sandstein/Marmor/Muschelkalk, 270 × 190 × 160               | Markus Matthias Rapp              | Über fünf Jahre hinweg hat sich Markus Matthias Rapp (* 1955 in Stuttgart) intensiv mit der Widerstandsgruppe Die weiße Rose auseinandergesetzt. Daraus ist eine dreiteilige Skulpturengruppe hervorgegangen, ein Massestein, ein Individuumstein und ein Schriftstein. |
|      | 45 Intermundiensteine 1998 schwarzer Granit 110 × 55 × 120                             | Susanne Specht                    | Die dreiteilige Arbeit aus schwedischen Granit sind Rohblöcke, deren Äußeres von den Spuren des Abbruchs im Steinbruch gekennzeichnet sind. Die Steine sind bis an die äußere Grenze ausgeschlachtet. Das Thema Aushöhlung ist in der Arbeit der Bildhauerin Susanne Specht (* 1953 in Saarbrücken) bestimmend. |
|      | 46 Boot 1998 Stahl/Zement, 80 × 500 × 100                                              | Hans Thomann                      | Das Oval hat Hans Thomas (* 1957 in Uzwil/Schweiz) aus zwei Eisenstreben in Form eines Bootes gestaltet. Es benutzt einen Baum als Anker. Zwei menschliche Figuren aus Zement tragen das Schiff auf ihren Schultern - jeder in seine Richtung. Wasser und Boot nehmen im Œuvre Thomanns eine wichtige Rolle ein. Die Skulptur Thomanns ist als eine der wenigen dieser Kunstaktion in Langenhagen verblieben und kann jederzeit im öffentlich zugänglichen Skulpturengarten der Galerie Depelmann besichtigt werden. |
|      | 47 Tanz ins Freie 2000 Stahl/Kupfer/Glas, 170 cm hoch                                  | Michael Witlatschil               | Die Arbeit Witlatschils (* 1953 in Südfeld/Westf.) besteht aus zwei Stahlstreben, die unten spitz zulaufen und oben je zwei Kupferstangen wie ausgestreckte Arme vor sich hertragen. Die Figuren stehen auf Zehenspitzen balancierend auf einer Glasscheibe. Das Aufrichten und das Stehen entdeckte der Künstler während des Studiums für sich. Die Arbeit, die ihre Betrachter dadurch verblüffte, dass die Figuren auf ihren kleinen unteren Punkten ohne Halterungen oder Stützen Balance hielten, wurde noch während der Ausstellung von Unbekannten zerstört. |
|      | 48 Gestützte Form 1998 Cortenstahl, 300 × 100 × 130                                    | Werner Pokorny                    | Die Arbeit von Werner Pokorny (* 1949 in Mosbach) ist ein Oval, das von zwei gebogenen Pfeilern in der Schwebe gehalten wird. „Meine plastischen Arbeiten sind Versuche, mir über meine Befindlichkeit, Empfindungen und Vermutungen ein Stück Klarheit zu verschaffen.“ (Pokorny in Kulturstiftung, 2000:70). |
|      | 51 Die neuen Pflanzen 1999 Alustarkstromkabel, auf 300-400 Breite und 4000 cm verteilt | Friederike Warneke                | Im Gegensatz zu den meisten Skulpturen ist der Aufstellungsort der Neuen Pflanzen begehbar, kann den Aufstellungsort in Besitz nehmen. Friederike Warneke (* 1960 in Stuttgart) hat Gebilde geschaffen, die die Sprödigkeit des technisch funktionalen mitteilen. Angeregt zu ihrer Bezeichnung hat die Künstlerin die Parallele zum unterirdischen Wachstum der Vernetzung. |
|      | 52 o. T. 1999 Beton, 14 Elemente zw. 50 × 30 und 90 × 70, max. Höhe 25 cm              | Matthias Dämpfle                  | Seit 1998 schafft Matthias Dämpfle (* 1961 in Müllheim/Baden) Betongüsse. In dieser Arbeit - 14 Stühle - setzt sich Dämpfle mit den Themen Dimensionen und Perspektive auseinander. Die Stühle sind eines Teiles ihrer Dreidimensionalität beraubt. |
|      | 53 Kub X 2000 Drahtgitter, circa 400 × 350                                             | ExR                               | Die Bremer Künstlergruppe ExR besteht aus Eberhard Syring (* 1951), Gunter Gerlach (* 1952) und Uwe Süchting (* 1938); diese drei Künstler haben sich 1985 zur Gruppe ExR zusammengetan. Konstellagen nennt die Gattung ihrer Skulpturen. Kub X besteht aus Bauzaunelementen, die aus ihrem üblichen Sinnzusammenhang gelöst und neue zusammengefügt wurden. |
|      | 54 Säulenflora 1999–2000 Holz, 140, 220, 240, 280, 300                                 | Rosa Brunner                      | Die Bogen der Holzsäulen wenden sich einander zu und vereinen sich zu einem Bogen. Inspiriert wurde Brunner (* 1964 in Nürnberg) von der mittelalterlichen Ornamentik der Knotensäulen im Bamberger Dom. |
|      | 57 Aufbruch 1999 Eisen, 350 × 320 × 135                                                | Hannes Meinhard                   | Die Arbeiten Meinhards (* 1937 in Dahlbruch) stehen im Kontext mit Künstlern wie Alain Kirili, Mark di Suvero und seinem Freund Bernhard Luginbühl. Meinhard konzentriert sich nicht auf die Ausformulierung eines stilistischen Ausdrucks, sondern transformiert die Impulse seiner Erfahrungsebenen unmittelbar und spontan ins Werk. |
|      | 58 Diametral 99 1999 Corten-Stahl, 330 × 900 × 250                                     | Reinhard Scherer                  | Schroffe Formen aus Corten-Stahl stehen in der unberührten Landschaft. Reinhard Scherer (* 1948 in Wangen/Allgäu) nutzt die Kunst zur Wahrnehmung des Raums. „Unsere menschliche Existenz ist auch heute noch eng an unser motorisches Verhalten gebunden. Meine Skulpturen sind Interpretationen dieser motorischen Existenz. Sie sind plastisch-räumliche Aktionen - Skulptur als Energiefeld“ (Scherer in Kulturstiftung, 2000:82). |
|      | 59 Der Gordische Knoten 1981–1997 Stahl, Bronzeguss 155 × 150 × 95                     | Gidon Graetz                      | Der gordische Knoten von Gidon Graetz (* 1929 in Tel Aviv) aus Stahl und Bronze spielt symbolhaft auf den bekannten Mythos von und mit Alexander dem Großen an, ist aber als Kunstwerk noch unversehrt. Die Arbeit stand an der Konrad-Adenauer-Straße an der Stelle, an der im Jahr 2012 der Obelisk von Deiml wiedererrichtet wird. Seit dem Jahr 2000 steht Nordo Gordiano in seiner Geburtsstadt Tel Aviv in der Mitte zwischen dem 11 und 12 Ben Gurion Boulevard. |
|      | 61 Gehende (mit Gepäck) 2000 Hartholz (Robinie), 180 × 80 × 80                         | Peter Nettesheim                  | Wohin brechen die beiden Figuren auf, sind Weg und Ziel bekannt oder unbekannt? Peter Nettesheim (* 1945 in Neunkirchen/Siegkreis) hat die realistisch ausformulierten Figuren in Lebensgröße geschaffen. |
|      | 62 Plinth III 1988–90 Stahl, 200 × 350 × 140                                           | James Reineking                   | James Reineking (* 1937 in Minot, North Dakota/USA) schuf eine aufrechtstehende Platte, die in ihrer Grundform, bevor sie gebogen wurde, ein leichtes Parallelogramm ist. Die Arbeit ist in Langenhagen verblieben und steht an der Konrad-Adenauer-Straße. |
|      | 63 Ungewisser Aufstieg 1997 Bronzeguss, 240 hoch, Stahlsäule 250 hoch                  | Michael Schwarze                  | Michael Schwarze (* 1939 in Krefeld) hat eine sehr eigenständige künstlerische Sprache entwickelt, in der die Hand, der Fuß oder überlange Glieder wichtige Bedeutungselemente sind. Ausgangsthema ist in allen Arbeiten der Mensch. |